# 村尾重昌
村尾 重昌（むらお しげまさ、天正10年（1582年） - 寛永3年11月13日（1626年12月31日））は、安土桃山時代から江戸時代初期にかけての武将。島津氏の家臣。薩摩入来院氏の一族。徳次郎、長助、舎人、右衛門兵衛。

## 略歴
須木地頭・村尾重侯の次男であったが、兄の重良が朝鮮の役出征中に死去したために嫡男となる。
慶長4年（1599年）の「庄内の乱」、慶長5年（1600年）に島津義弘が帰還する際、伊東氏家臣・稲津重政軍との戦いで武功があった。特に稲津軍との戦いの際は、敵将の仮屋原弥助を上野忠則と共に討ち果たし、島津義弘から長刀一振りと「舎人」の名を賜っている。
慶長15年（1610年）、琉球の検地役として鹿島重国、毛利之親と共に渡海、元和2年（1616年）に父の村尾重侯が病没すると、その跡を継いで須木地頭に就任した。
寛永3年（1626年）11月13日に没する。父と同様に須木・米良氏の菩提寺でもあった「一麟寺」（現在は廃寺）に弔われた。法名は「覚翁定圓庵主」。

## 系譜
- 父：村尾重侯
- 母：二階堂氏の娘
- 妻：不詳
  - 男子：村尾重侯（父と同名、三右衛門）